# سالواتوره دی آلتریو
سالواتوره دی آلتریو (انگلیسی: Salvatore D'Alterio؛ زادهٔ ۱۷ فوریهٔ ۱۹۸۰) بازیکن فوتبال اهل ایتالیا است.
از باشگاه‌هایی که در آن بازی کرده‌است می‌توان به باشگاه فوتبال فوجا، باشگاه فوتبال سالرنیتانا، باشگاه فوتبال دلفینو پسکارا، و باشگاه فوتبال مسینا اشاره کرد.